# Furlanovo zavetišče pri Abramu
Furlanovo zavetišče pri Abramu – schron górski w chacie gospodarza Ježa w przysiółku Nanos na wysokim płaskowyżu krasowym Nanos (część Gór Dynarskich), otwarty w 1961. Nosi imię alpinisty Frica Furlana (1902-1952). Gospodarstwo (znane tu jako „pri Abramu“) jest przekształcone w agroturystykę i oprócz przestrzeni dla gości z 30 miejscami siedzącymi oferuje też noclegi. Otwarte jest cały rok.

## Dostęp
- z Vipavy przez wieś Gradišče i przez Gradišką Turę (761m) (2.30-3h)
- z Podnanosa drogą 16km

## Szlaki
- do Vojkovej kočy na Nanosu (1240m) (2h)